# Leptoscirtus aviculus
Leptoscirtus aviculus är en insektsart som beskrevs av Henri Saussure 1888. Leptoscirtus aviculus ingår i släktet Leptoscirtus och familjen gräshoppor. Inga underarter finns listade i Catalogue of Life.